# (5620) Jasonwheeler
(5620) Jasonwheeler est un astéroïde Amor découvert le 19 juillet 1990 par Eleanor Francis Helin  et Brian P. Roman à l'observatoire Palomar.